# Pierre-Georges Bardon
Pierre-Georges Bardon, (1843-1913) est un maître verrier français.

## Chantiers
- Cathédrale de Quimper.
- Cathédrale de Blois[2].
- Château de Chaumont[3]
- Cathédrale d'Orléans.
- Église Saint-Germain d'Auxerre à Santeny.